# Evencký autonomní okruh
Evencký autonomní okruh (rusky Эвенки́йский автоно́мный о́круг) či Evencko (Эвенки́я) byla územně správní jednotka v Rusku na východní Sibiři. Byl ustaven 10. prosince 1930; do roku 1977 nesl jméno „Evencký národnostní okruh“.  Zabíral 767 600 km² a ke konci existence v něm žilo asi 20 000 obyvatel, z toho 68 % tvořili Rusové a 14 % Evenkové. Administrativním střediskem byla Tura. Urbanizace činila 29 %.

## Historie
Evencký autonomní okruh vznikl 10. prosince 1930 jako Evencký národní okruh, který byl 7. října 1977 přejmenován na Evencký autonomní okruh.
Dne 1. ledna 2007 byl Evencký autonomní okruh spolu s Tajmyrským autonomním okruhem včleněn do Krasnojarského kraje, kde má status rajónu.

## Symboly

### Vlajka
Vlajka Evenckého autonomního okruhu (přijatá v roce 1995) byla tvořena listem o poměru stran 2:3 se třemi vodorovnými pruhy (světle modrým, bílým a tmavě modrým) o poměru šířek 27:34:27. Uprostřed bílého pruhu byl tradiční, kulatý, červeno-bíly kobereček, zvaný kumalan (Slunce), s osmi paprsky.
Po sloučení s Tajmyrským autonomním okruhem a vzniku Krasnojarského kraje vznikl (jako součást kraje) Evencký rajón, který užívá stejnou vlajku jako Evencký autonomní okruh.

## Ekonomika
V regionu se chovají sobi, významný je chov a lov kožešinové zvěře a těžba grafitu.